# Kvikkjokks församling
Kvikkjokks församling var en församling i Luleå stift och i Jokkmokks kommun i Norrbottens län. Församlingen uppgick 1 maj 1923 i Jokkmokks församling.

## Administrativ historik
Församlingen bildades 1696 genom en utbrytning ur Jokkmokks församling och ingick därefter till 1 maj 1923 i pastorat med Jokkmokks församling (till 23 november 1796 som moderförsamling sedan som annexförsamling). 1 maj 1923 återgick församlingen till Jokkmokks församling.
Den 1 maj 1923 (enligt beslut den 19 maj 1922) upphörde Kvikkjokk som församling och blev istället ett kyrkobokföringsdistrikt i Jokkmokks församling.

## Befolkningsutveckling
| Befolkningsutvecklingen i Kvikkjokks församling 1805–1920                                                       | Befolkningsutvecklingen i Kvikkjokks församling 1805–1920 | Befolkningsutvecklingen i Kvikkjokks församling 1805–1920 | Befolkningsutvecklingen i Kvikkjokks församling 1805–1920 | Befolkningsutvecklingen i Kvikkjokks församling 1805–1920 |
| --- | --------------------------------------------------------- | --------------------------------------------------------- | --------------------------------------------------------- | --------------------------------------------------------- |
| |                                                           |                                                           |                                                           |                                                           |
| År |                                                           |                                                           | Folkmängd                                                 |                                                           |
| 1805 | 1805                                                      |                                                           | 427                                                       |                                                           |
| 1810 | 1810                                                      |                                                           | 696                                                       |                                                           |
| 1820 | 1820                                                      |                                                           | 653                                                       |                                                           |
| 1830 | 1830                                                      |                                                           | 507                                                       |                                                           |
| 1840 | 1840                                                      |                                                           | 561                                                       |                                                           |
| 1850 | 1850                                                      |                                                           | 653                                                       |                                                           |
| 1860 | 1860                                                      |                                                           | 527                                                       |                                                           |
| 1870 | 1870                                                      |                                                           | 453                                                       |                                                           |
| 1880 | 1880                                                      |                                                           | 430                                                       |                                                           |
| 1890 | 1890                                                      |                                                           | 464                                                       |                                                           |
| 1900 | 1900                                                      |                                                           | 485                                                       |                                                           |
| 1910 | 1910                                                      |                                                           | 534                                                       |                                                           |
| 1920 | 1920                                                      |                                                           | 458                                                       |                                                           |
| Anm: Befolkning enligt folkräkning 31 december enligt den administrativa indelningen den 1 januari följande år. |                                                           |                                                           |                                                           |                                                           |

## Språk och etnicitet
Nedanstående siffror är tagna från SCB:s folkräkning 1900 och visar inte medborgarskap utan de som SCB ansåg vara av "finsk, svensk eller lapsk stam".
| Årtal | Svenskar | Finnar | Lappar | Totalt |
| ----- | -------- | ------ | ------ | ------ |
| 1860  | 115      | 0      | 412    | 527    |
| 1870  | 120      | 0      | 333    | 453    |
| 1880  | 102      | 0      | 328    | 430    |
| 1890  | 144      | 0      | 320    | 464    |
| 1900  | 186      | 0      | 299    | 485    |

## Namnet
Namnet skrevs vid folkräkningen 1890 Qvickjock, vid folkräkningen 1900 Kvickjock och vid folkräkningen 1910 Kvikkjokk.

## Kyrkoherdar
| Ämbetstid | Namn                | Levnadstid | Övrigt                                     |
| --------- | ------------------- | ---------- | ------------------------------------------ |
| 1694–1710 | Matthias Jonæ Groth |            | Senare kyrkoherde i Ljustorps församling.  |
| 1710–1740 | Petrus Alstadius    | 1679–1740  |                                            |
| 1741–1754 | Olof Modeen         | 1696–1757  |                                            |
| 1757–1775 | Jonas Hollsten      |            | Senare kyrkoherde i Nederluleå församling. |
| 1775–1778 | Johan Öhrling       | 1718–1778  |                                            |
| 1779–1796 | Samuel Öhrling      | 1747–1799  | Senare kyrkoherde i Lycksele församling.   |

### Komministrar
| Ämbetstid | Namn                       | Levnadstid | Övrigt                                      |
| --------- | -------------------------- | ---------- | ------------------------------------------- |
| 1797–1803 | Jonas Grönlund             |            | Senare komminister i Sorsele församling.    |
| 1804      | Lars Salomon Engelmark     | 1773–1831  | Senare kyrkoherde i Jokkmokks församling.   |
| 1806–1817 | Carl Erik Læstadius        | 1775–1817  |                                             |
| 1819–1827 | Johan Ullenius             | 1778–1847  | Senare kyrkoherde i Jokkmokks församling.   |
| 1827–1829 | Pehr Christian Rådström    |            | Senare kyrkoherde i Stensele församling.    |
| 1829–1833 | Conrad Grönlund            | 1794–1882  | Senare kyrkoherde i Åsele församling.       |
| 1835–1846 | Nils Fredrik Björkman      | 1793–1846  |                                             |
| 1848–1854 | Henrik Laestadius          | 1808–1854  |                                             |
| 1855–1860 | Ulrik Wilhelm Sundelin     | 1809–1871  | Avskedad 1860.                              |
| 1860–1870 | Johan Læstadius            | 1815–1895  | Senare kyrkoherde i Jokkmokks församling.   |
| 1871–1879 | Magnus Berlin              | 1830–1916  | Senare kyrkoherde i Arvidsjaurs församling. |
| 1880–1891 | Carl Fredrik Læstadius     | 1848–1927  | Senare kyrkoherde i Stensele församling.    |
| 1891–1898 | Erik Svensson              |            | Senare kyrkoherde i Sorsele församling.     |
| 1899–1903 | Henrik Teodor Berlin       |            | Senare komminister i Jokkmokks församling.  |
| 1903–     | Carl Oscar Carlsson Lander | 1923–      |                                             |

## Kyrkor
- Kvikkjokks gamla kapell
- Kvikkjokks kyrka